# Ambatolahy (Miandrivazo)
Pour les articles homonymes, voir Ambatolahy.
Ambatolahy est une commune urbaine malgache située dans la partie est de la région du Menabe.

## Géographie
993 km2